# Katarina (otok)
Koordinati:   44°52′33″N, 13°49′22″E
Katarina je otoček v Jadranskem morju. Pripada Hrvaški.
Katarina leži v jugozahodnem delu Istre v zalivu Luka Pula pri mestu Pulj. Površina otočka meri 0,032 km². Dolžina obalnega pasu je 0,82 km.